# Gleb Dudin
Gleb Dudin out Doudine est un joueur d'échecs russe puis hongrois né le 11 octobre 2004, grand maître international depuis 2023.
Au 1er juillet 2025, il est le neuvième joueur hongrois avec un classement Elo de 2 574 points.

## Biographie et carrière
En 2021, Gleb Dudin finit deuxième du championnat de Moscou d'échecs.
En 2023, il finit neuvième du championnat du monde junior.
En février 2024, il remporte le 15e tournoi Southwest Class à Irving, au Texas, avec un score de 7/9, battant les grands maîtres John Burke et Christopher Yoo.
En 2025, il remporte le championnat international de Paris île de France avec 7,5 points sur 9.